# Славное первое июня
«Славное первое июня» (англ. Glorious First of June), иногда Третье сражение у острова Уэссан (англ. Third Battle of Ushant, фр. troisième bataille d'Ouessant), во Франции известное как Сражение 13 прериаля 2 года (фр. bataille du 13 prairial an II) — морское сражение между Великобританией и Французской республикой, происшедшее 1 июня 1794 года в водах Атлантического океана. Первое крупное морское сражение Революционных войн. Единственное известное морское сражение, названное не по месту, где оно произошло, а по дате битвы.

## Предыстория
С начала войны Флотом Канала командовал лорд Хау, самый выдающийся из британских адмиралов на активной службе. Он придерживался передовых взглядов на тактику флота. В стратегии, однако, он был сторонником дальней блокады и не поддерживал идею держать основные силы непосредственно у французских баз, считая что это накладывает ненужные тяготы как на корабли, так и на людей. Поэтому флот стоял на якоре в Торбее, а у баз несли дозор лёгкие силы, главным образом фрегаты.

## Предварительные стычки
Весной 1794 года Флот Канала вышел в море на перехват важного французского конвоя с зерном из Северной Америки. Найдя 5 мая французский флот все ещё в Бресте, он повернул в Атлантику, с намерением встать между конвоем и его будущим охранением. Помимо непосредственного охранения, конвой имел силы прикрытия — эскадру контр-адмирала Нейи, который в свою очередь захватил бо́льшую часть британского ньюфаундлендского конвоя, включая единственный корабль охранения, фрегат HMS Castor (32).

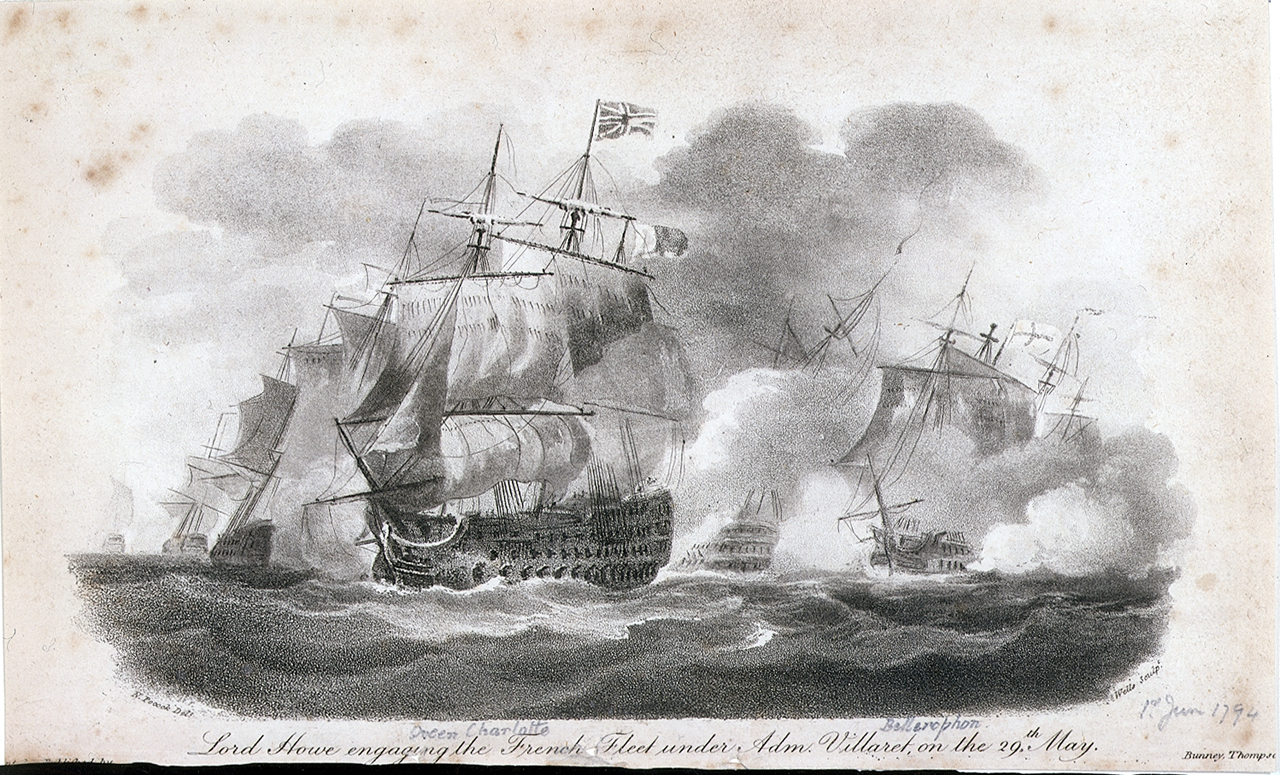
HMS Queen Charlotte прорывает линию, 29 мая 1794

21 мая флот Хау отбил несколько его транспортов, и от них получил сведения о движении своей намеченной цели. Через несколько дней он уверился в близости цели, когда два французских корвета по ошибке оказались в середине британского флота, приняв его за свой. К немалому огорчению своих жадных до призов офицеров, Хау приказал корветы сжечь, не желая перед сражением ослаблять флот выделением призовых партий. Но адмирал обещал людям скоро возместить потерю призовых денег. 28 мая его фрегаты обнаружили французский флот, и ему представилась возможность сдержать обещание.
Французским флотом командовал Вилларе-Жуайёз, который перед Революцией был стареющим лейтенантом, а после стремительно взлетел до контр-адмирала. При всем политическом фаворе он был знающим моряком, и в своё время учился тактическому мастерству под началом самого Сюффрена. Позже он заявлял, что имел приказ любой ценой защищать конвой, под страхом гильотины. Чтобы он держался респубиканской политической линии, Конвентом к нему был приставлен комиссар Жан-Бон де Сент-Андре — судя по всему полагавший, что революционный порыв заменяет и морскую, и артиллерийскую подготовку, и оттого всячески поощрявший сведение боя к абордажу.
28 мая французы были с наветра, так что британцам было затруднительно принудить их к бою. Только летучая эскадра контр-адмирала Пасли из самых быстрых двухпалубных кораблей сумела добраться до арьергарда французской линии. Французский трёхпалубный 100-пушечный Révolutionnaire, бывший Bretagne (капитан Вандонген) по собственной инициативе повернул им навстречу и по очереди попал под огонь 74-пушечных HMS Russell, HMS Bellerophon, HMS Leviathan, HMS Thunderer и HMS Audacious. Французский корабль был тяжело повреждён и как будто даже спустил флаг, но несогласованность и плохая связь в сумерках между не меньше него повреждённым Audacious и Thunderer дали ему возможность бежать и под охраной 74-пушечного L’Audacieux уйти в Брест. Британский Audacious был тоже отослан в базу.

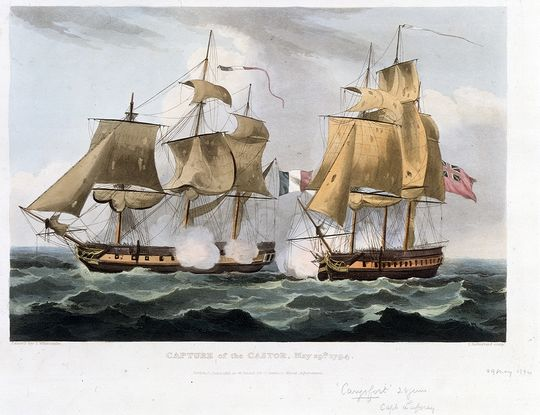
Бой между кораблями HMS Крэсисфорт Кастор, 29 мая

29 мая бои возобновились. Хау попытался с подветра прорвать французскую линию. Несвоевременное выполнение приказа его головным HMS Caesar (80) нарушило исходный план, но адмирал сумел провести свой флагман, 100-пушечный HMS Королева Шарлотта, а за ним Беллерофонт и Левиафан сквозь арьергард французов, и отрезал трёх концевых. Вильяре-Жуайез повернул флот и спустился по ветру на помощь повреждённым, ценой утери наветренного положения. С дюжину британских кораблей вступили с серьёзную перестрелку, и хотя некоторые имели повреждения, ни один не нуждался в помощи верфи, все остались в строю. Иначе обстояло у французов: нескольким пришлось вернуться в Брест, но их заменили 5 кораблей Нейи, которым повезло найти свой флот на следующий день.
В довершение всего Кастор, взятый ранее линейным кораблём Патриот из эскадры Нейи, 29 мая был отбит фрегатом HMS Кэрисфорт (28). Часть британской команды ещё оставалась на борту, но остальные, в том числе капитан Трубридж, были пленными на Санс Парэй, и таким образом стали невольными свидетелями основного сражения. Впрочем, Трубридж получил некоторое удовлетворение, лично спустив флаг, когда Санс Парэй сдался.
Стычки 28−29 мая принесли англичанам инициативу. Имея преимущество наветренной позиции, Хау мог выбирать момент атаки по своему усмотрению, и французы были бы вынуждены сражаться или рисковать потерей отставших при погоне, а в конечном счёте и всего конвоя. Следующие дни были очень туманны, но Хау удерживал контакт, тогда как Вилларе-Жуайёз медленно отходил, давая возможность повреждённым безопасно уйти. У него оставалось 26 линейных кораблей, на один больше, чем у Хау.

## Ход сражения

Первое июня: сближение

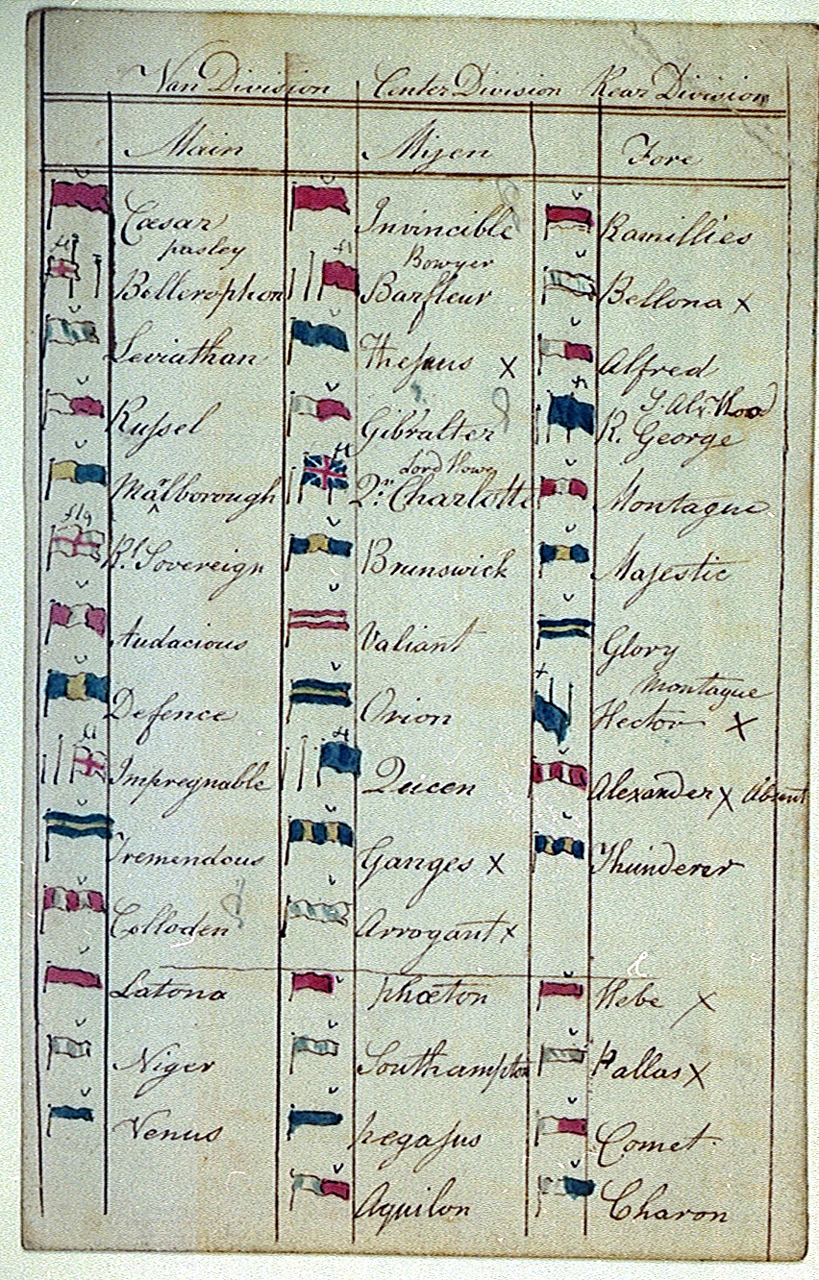
Первое июня: Опознавательные флаги британского флота

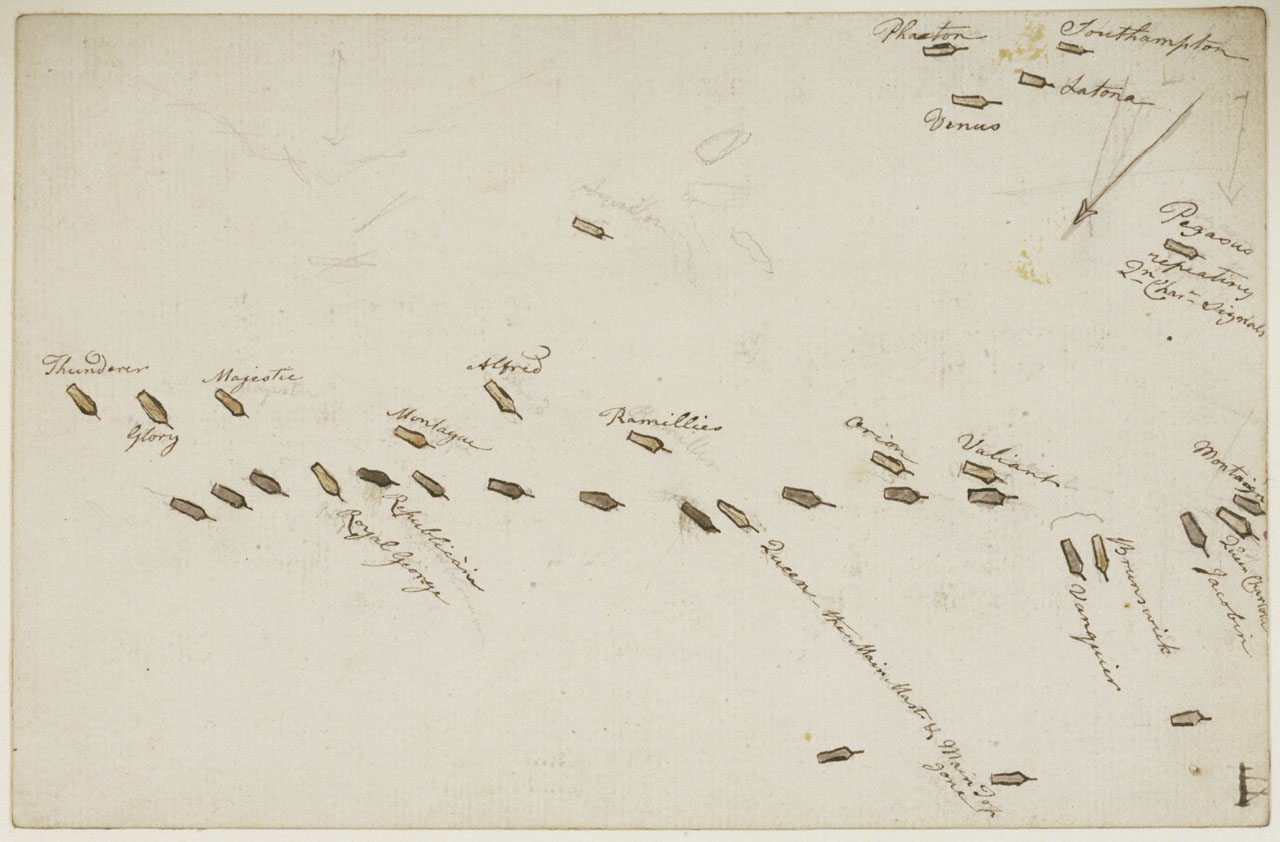
План сражения, выполненный Пококом

31 мая туман рассеялся, но лорд Хау выжидал. Французы расценивали это как нерешительность английского главнокомандующего, о чём и заявляли пленному капитану Трубриджу, находившемуся на борту Санс Парэй, но решение отложить бой на самом деле показывает, что Хау выжидал время и для сокрушительной победы ему нужен был полный день, чтобы довести дело до конца.
1 июня Хау приказал по флоту завтракать заранее. Он понимал, что сражение займёт весь световой день или дольше, и как только пробьют сигнал к бою, огонь в камбузах будет погашен, и люди останутся без горячего минимум на сутки. После завтрака был поднят сигнал номер 34:
… имея ветер, адмирал намерен пройти сквозь корабли противника и завязать бой с подветренного борта
Внешне начало выглядело как классическое линейное сражение. Флота выстроились друг против друга колоннами, головы которых находились друг к другу несколько ближе остальной линии. С обратной, закрытой от противника стороны, каждый имел фрегаты. При ветре зюйд-зюйд-вест британцы начали сближение, спускаясь на противника «все вдруг». В результате они образовали линию пеленга.
План адмирала, доведённый, как у него заведено, до всех капитанов, состоял в том, чтобы каждый из кораблей прорезал линию в своём месте, повернул параллельно ей и вступил в бой с подветренной стороны, дабы предотвратить бегство любых повреждённых французских кораблей. План был рискованный, так как требовал сближения практически носом на противника, в весьма уязвимом положении: корабли при этом подвергаются продольному огню, на который не могут отвечать. Но Хау уже видел невысокую артиллерийскую подготовку и слабую дисциплину французов, и решил что корабли его эскадры при таком манёвре не понесут значительных потерь от неприятельского огня. К его сожалению, не все капитаны поняли план или согласились с ним. В итоге только английские корабли Королева Шарлотта, HMS Дефенс, HMS Марлбург, HMS Король Георг, и HMS Брансвик выполнили манёвр как было задумано. Несмотря на это, французы не побежали, и адмирал получил полномасштабное сражение, как хотел.
Королева Шарлотта очень удачно оказалась против 120-пушечного французского флагмана Монтань (120), и прорвалась между его кормой и бушпритом следующего в линии кораблём Якобин и шедшего ниже по ветру с некоторым перекрытием. Согласно воспоминаниям Кодрингтона который, тогда мичманом, командовал дивизионом гон-дека, все старшие офицеры были так поглощены опасным маневром, что забыли отдать приказ на залп, и он скомандовал открыть огонь самостоятельно, всадив залпы в обоих французов, когда Королева Шарлотта протискивалась между ними. Прорывом линии маневренный бой фактически кончился, равно как и управляемый строй с обеих сторон. Сражение распалось на ряд отдельных боёв, часто дуэлей, и превратилось в традиционную «свалку» (фр. melée). Главная роль, однако, оставалась за артиллерией.
На борту фрегата HMS Пегасус находился художник-маринист Николас Покок, в прошлом опытный моряк, а теперь один из самых досконально точных мастеров в своей профессии. Фрегат был выделен для репетования сигналов, и Пококу досталась редкий случай — широкая панорама всего сражения, правда с довольно близкого расстояния. Ему принадлежит основная масса картин, посвящённых сражению, а блокноты содержат множество набросков и эскизов с отдельными деталями. В том числе он зарисовал план сражения на его пике (около 11 часов утра) и таблицу опознавательных флагов.

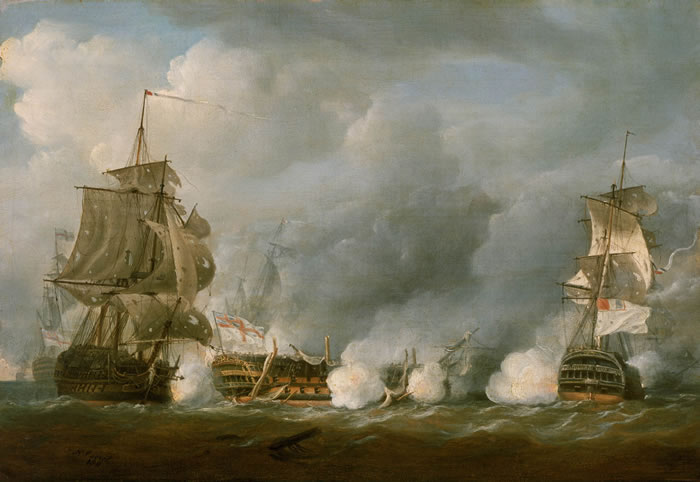
HMS Дефенс (в центре) при Первом июня

Львиная доля внимания в последующих иллюстрациях досталась флагману, хотя на деле первым линию прорвал Дефенс. К восхищению всего флота, он пошёл в бой под брамселями, и вырвался так далеко вперёд, что ему досталось ото всех французов, находившихся поблизости. Его окружили Мусиус и Турвилль, к ним присоединился Републисьён. Под сильным обстрелом он потерял все мачты, и только после этого ему пришёл на помощь трёхпалубный Король Георг (100 пушек). В результате корабль был очень сильно побит, потерял ход и превратился фактически в плавучую батарею, после чего запросил фрегат HMS Фаэтон о буксировке.
Капитан Дефенс Джеймс Гамбье был не только моряк, но и ведущий евангелист. За постоянный сумрачный вид и явную набожность матросы прозвали его «постный Джимми». В день Первого июня он проявил и другую черту характера — прямоту и бескомпромиссность. Как только был поднят сигнал 34, он немедленно двинулся на противника, неся кроме обычных боевых парусов ещё и брамсели. Когда один из офицеров предложил ему привести корабль к ветру чтобы дождаться остальных, он отказался, сказав, что сигнал был сделан, и он намерен его выполнять. Даже среди своих друзей-капитанов Гамбье вечно был предметом шуток. Так, видя плачевное состояние Defence, проходивший мимо капитан Пакенхэм на HMS Invincible крикнул:

Джемми, кого Бог возлюбит, того Он и лупит!
Оригинальный текст (англ.)Jemmy, whom the Lord loveth He chasteneth!

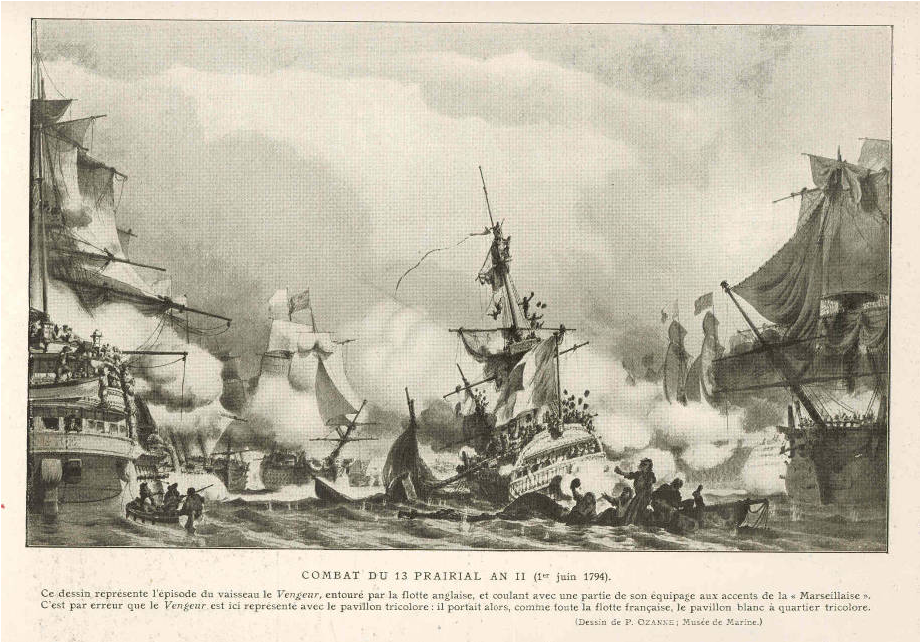
Озанн. Гибель Vengeur du Peuple

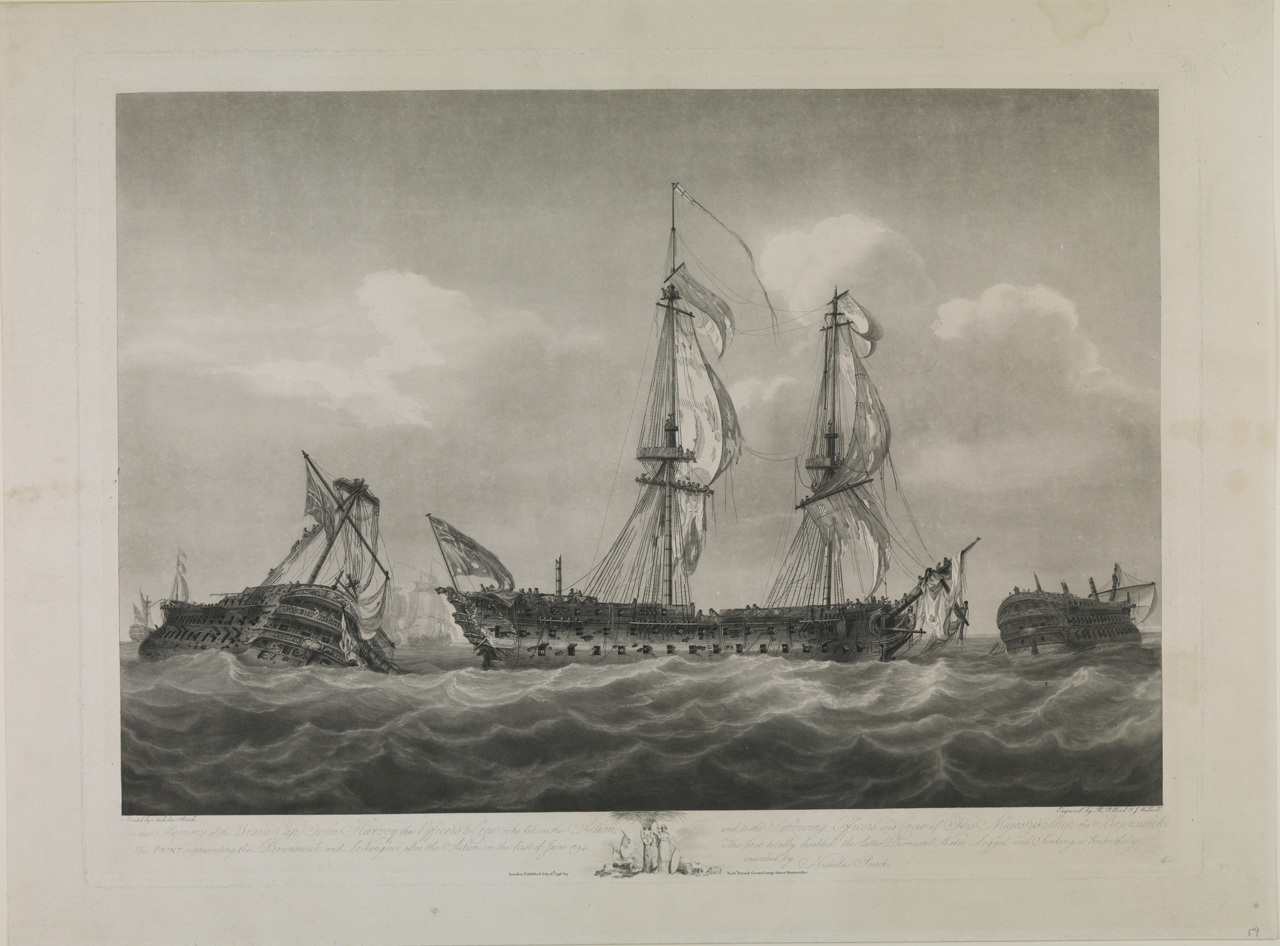
Корабль Брансвик после боя

Но ни одна из дуэлей не была яростнее, и не заслужила больше славы, чем бой HMS Брансвик против Vengeur du Peuple. Эти два корабля сцепились якорями так тесно, что Брансвик был вынужден сбить выстрелами крышки собственных пушечных портов, чтобы их открыть. Оба молотили друг друга в упор добрых четыре часа — время от времени в перестрелку включались и другие — пока около 2 часов пополудни Vengeur не спустил флаг. Он получил множество пробоин в районе ватерлинии («между ветром и водой», по английскому выражению), и когда британцам пришло время овладеть призом, обнаружилось, что он тонет. Подошли шлюпки с HMS Culloden и HMS Alfred снимать уцелевших, но корабль повалился на борт и быстро затонул.
Позже оборона Vengeur превратилась в любимый конёк республиканской пропаганды. Та представила дело так, будто Vengeur ушёл на дно сражаясь, не спустив триколор, а команда вся как один отказалась от спасения и погибла вместе с кораблём, c криком Vive la République. В поддержку этого мифа было выпущено множество гравюр, в том числе такими уважаемыми художниками, как Пьер Озанн. На самом же деле капитан Vengeur, его сын и ещё 150 человек были сняты шлюпками. Деревянные линейные корабли редко удавалось потопить в бою, и говоря по справедливости, Vengeur действительно сопротивлялся отважно.
Его противник Brunswick понёс самые тяжёлые среди британцев потери: 44 убитых, включая капитана Джона Гарвея (англ. John Harvey), и 115 раненых. Но к концу сражения заметные повреждения получили все корабли. К 5 часам пополудни бои сошли на нет. Те французы, что не сдались, разорвали дистанцию и ушли за своим флагманом. Были и такие как Jemmappes, которые сначала, не выдержав обстрела, спустили флаг, а когда британцы оставили их в покое и занялись другими, подняли его снова и ушли к своим. Вильяре-Жуайез сначала отошёл к западу, в Атлантику, а вечером повернул и начал пробираться в Брест.

## Силы сторон
| Британский флот         | Британский флот                                                                     | Британский флот | Британский флот | Британский флот                                                | Французский флот       | Французский флот | Французский флот | Французский флот | Французский флот                                              |
| Корабль (пушек)         | Командир                                                                            | Потери          | Потери          | Примечания                                                     | Корабль (пушек)        | Командир | Потери           | Потери           | Примечания                                                    |
| Корабль (пушек)         | Командир                                                                            | Убитых          | Раненых         | Примечания                                                     | Корабль (пушек)        | Командир | Убитых           | Раненых          | Примечания                                                    |
| ----------------------- | ----------------------------------------------------------------------------------- | --------------- | --------------- | -------------------------------------------------------------- | ---------------------- | --- | ---------------- | ---------------- | ------------------------------------------------------------- |
| Caesar (80)             | капитан Anthony Molloy                                                              | 18              | 71              |                                                                | Convention (74)        | капитан Joseph Allary | —                | —                |                                                               |
| Bellerophon (74)        | контр-адмирал Thomas Pasley капитан William Johnstone Hope                          | 4               | 27              | обширные повреждения рангоута и такелажа                       | Gasparin (74)          | капитан Tardy | —                | —                |                                                               |
| Leviathan (74)          | капитан Lord Hugh Seymour                                                           | 11              | 32              |                                                                | Америка (74)           | капитан Louis L’Héritier | 134              | 110              | потерял все мачты; захвачен                                   |
| Russell (74)            | капитан John Willett Payne                                                          | 8               | 26              |                                                                | Téméraire (74)         | капитан Morel | —                | —                | придан из эскадры Нейи                                        |
| Royal Sovereign (100)   | флагман авангарда вице-адмирал Thomas Graves капитан Henry Nicholls                 | 14              | 44              | повреждения рангоута и такелажа                                | Terrible (110)         | флагман авангарда контр-адмирал François Joseph Bouvet капитан Pierre-Jacques Longer                                                                        | —                | —                | потерял грот- и бизань-мачты                                  |
| Marlborough (74)        | капитан George Cranfield-Berkeley                                                   | 29              | 80              | потерял все мачты                                              | Impétueux (74)         | капитан Douville † | 100              | 85               | потерял все мачты; захвачен                                   |
| Defence (74)            | капитан Джеймс Гамбье                                                               | 17              | 36              | потерял все мачты                                              | Mucius (74)            | капитан Lareguy | —                | —                | потерял все мачты                                             |
| Impregnable (98)        | контр-адмирал Benjamin Caldwell капитан George Blagdon Westcott                     | 7               | 24              | повреждения рангоута и такелажа                                | Éole (74)              | капитан Bertrand Keranguen † | —                | —                |                                                               |
| Tremendous (74)         | капитан James Pigott                                                                | 3               | 8               |                                                                | Tourville (74)         | капитан Langlois | —                | —                |                                                               |
|                         |                                                                                     |                 |                 |                                                                | Précieuse (32)         | | —                | —                | фрегат                                                        |
| Naïade (16)             |                                                                                     | —               | —               | корвет                                                         |                        | |                  |                  |                                                               |
| Barfleur (98)           | контр-адмирал George Bowyer капитан Cuthbert Collingwood                            | 9               | 25              |                                                                | Trajan (74)            | Captain Dumoutier | —                | —                | придан из эскадры Нейи                                        |
| Invincible (74)         | капитан Thomas Pakenham                                                             | 4               | 10              |                                                                | Tyrannicide (74)       | капитан Alain-Joseph Dordelin | —                | —                | обширные повреждения рангоута и такелажа                      |
| Culloden (74)           | капитан Isaac Schomberg                                                             | 2               | 5               |                                                                | Juste (80)             | капитан Blavet | 100              | 145              | потерял все мачты; захвачен                                   |
| Gibraltar (80)          | капитан Thomas Mackenzie                                                            | 2               | 12              |                                                                | Montagne (120)         | флагман контр-адмирал Louis Thomas de Villaret-Joyeuse Représentant en mission Jean Bon Saint-André флаг-капитан Paul Bazire † капитан Jean-François Vignot | ~300             | ~300             |                                                               |
| Queen Charlotte (100)   | флагман адмирал Lord Howe капитан Sir Roger Curtis капитан Sir Andrew Snape Douglas | 13              | 29              | обширные повреждения рангоута и такелажа                       | Jacobin (80)           | капитан Jean André Gassin | —                | —                |                                                               |
| Brunswick (74)          | капитан John Harvey † лейтенант William Edward Cracraft                             | 45              | 114             | потерял бизань-мачту, обширные повреждения рангоута и такелажа | Achille (74)           | капитан Guillaume-Jean-Nöel La Villegris | 36               | 60               | потерял все мачты; захвачен                                   |
| Valiant (74)            | капитан Thomas Pringle                                                              | 2               | 9               |                                                                | Northumberland (74)    | капитан François-Pierre Étienne | 60               | 100              | потерял все мачты; захвачен                                   |
| Orion (74)              | капитан John Thomas Duckworth                                                       | 2               | 24              | небольшие повреждения рангоута и такелажа                      | Vengeur du Peuple (74) | капитан Jean François Renaudin | ~200—600         | ~200—600         | захвачен; затонул от повреждений                              |
| Queen (98)              | контр-адмирал Alan Gardner                                                          | 36              | 67              | потерял грот-мачту; повреждения рангоута и такелажа            | Patriote (74)          | капитан Lacadou | —                | —                | придан из эскадры Нейи                                        |
|                         |                                                                                     |                 |                 |                                                                | Proserpine (38)        | | —                | —                | фрегат                                                        |
| Tamise (32)             | капитан Jean-Marthe-Adrien L’Hermite                                                | —               | —               | фрегат                                                         |                        | |                  |                  |                                                               |
| Papillon (12)           |                                                                                     | —               | —               | корвет                                                         |                        | |                  |                  |                                                               |
| Ramillies (74)          | капитан Henry Harvey                                                                | 2               | 7               |                                                                | Entreprenant (74)      | капитан Lefranq | —                | —                |                                                               |
| Alfred (74)             | капитан John Bazely                                                                 | 0               | 8               |                                                                | Neptune (74)           | капитан Tiphaine | —                | —                |                                                               |
| Montagu (74)            | капитан James Montagu †                                                             | 4               | 13              |                                                                | Jemmappes (74)         | капитан Desmartis капитан Le Roy | —                | —                | потерял все мачты                                             |
| Royal George (100)      | флагман арьергарда вице-адмирал Sir Alexander Hood капитан William Domett           | 5               | 49              | потерял фок-мачту; повреждения рангоута и такелажа             | Trente-et-un-Mai (74)  | капитан Honoré Ganteaume | —                | —                | придан флоту 31 мая; обширные повреждения рангоута и такелажа |
| Majestic (74)           | капитан Charles Cotton                                                              | 2               | 5               |                                                                | Républicain (110)      | флагман арьергарда контр-адмирал Joseph-Marie Nielly капитан Pierre-Mandé Lebeau капитан Louger                                                             | —                | —                | потерял все мачты                                             |
| Glory (98)              | капитан John Elphinstone                                                            | 13              | 39              | сильные повреждения рангоута и такелажа                        | Sans Pareil (80)       | капитан Jean-François Courand | 260              | 120              | придан из эскадры Нейи; потерял все мачты; захвачен           |
| Thunderer (74)          | капитан Albemarle Bertie                                                            | 0               | 0               |                                                                | Scipion (80)           | капитан Huguet | 64               | 151              | потерял все мачты                                             |
|                         |                                                                                     |                 |                 |                                                                | Pelletier (74)         | капитан Berrade капитан Raillard | —                | —                |                                                               |
| Вспомогательные корабли |                                                                                     |                 |                 |                                                                |                        | |                  |                  |                                                               |
| Phaeton (38)            | капитан William Bentinck                                                            | 3               | 5               | фрегат, репетовал сигналы                                      | Bellone (36)           | | —                | —                | фрегат                                                        |
| Latona (38)             | капитан Edward Thornbrough                                                          | 0               | 0               | фрегат                                                         | Seine                  | | —                | —                | фрегат                                                        |
| Niger (36)              | капитан Arthur Kaye Legge                                                           | 0               | 0               | фрегат                                                         | Galathée (32)          | | —                | —                | фрегат                                                        |
| Southampton (36)        | капитан Robert Forbes                                                               | 0               | 0               | фрегат                                                         | Gentille (32)          | | —                | —                | фрегат                                                        |
| Venus (36)              | капитан William Brown                                                               | 0               | 0               | фрегат                                                         |                        | |                  |                  |                                                               |
| Aquilon (36)            | капитан Robert Stopford                                                             | 0               | 0               | фрегат                                                         |                        | |                  |                  |                                                               |
| Pegasus (28)            | капитан Robert Barlow                                                               | 0               | 0               | фрегат 6 ранга                                                 |                        | |                  |                  |                                                               |
| Charon                  | капитан George Countess                                                             | —               | —               | госпитальное судно                                             |                        | |                  |                  |                                                               |
| Comet (14)              | коммандер William Bradley                                                           | —               | —               | брандер                                                        |                        | |                  |                  |                                                               |
| Incendiary (14)         | коммандер John Cooke                                                                | —               | —               | брандер                                                        |                        | |                  |                  |                                                               |
| Kingfisher (18)         | капитан Thomas Le Marchant Gosseyln                                                 | —               | —               | шлюп                                                           |                        | |                  |                  |                                                               |
| Rattler (16)            | лейтенант John Winne                                                                | 0               | 0               | куттер                                                         |                        | |                  |                  |                                                               |
| Ranger (16)             | лейтенант Charles Cotgrave                                                          | 0               | 0               | куттер                                                         |                        | |                  |                  |                                                               |

## Результаты и последствия

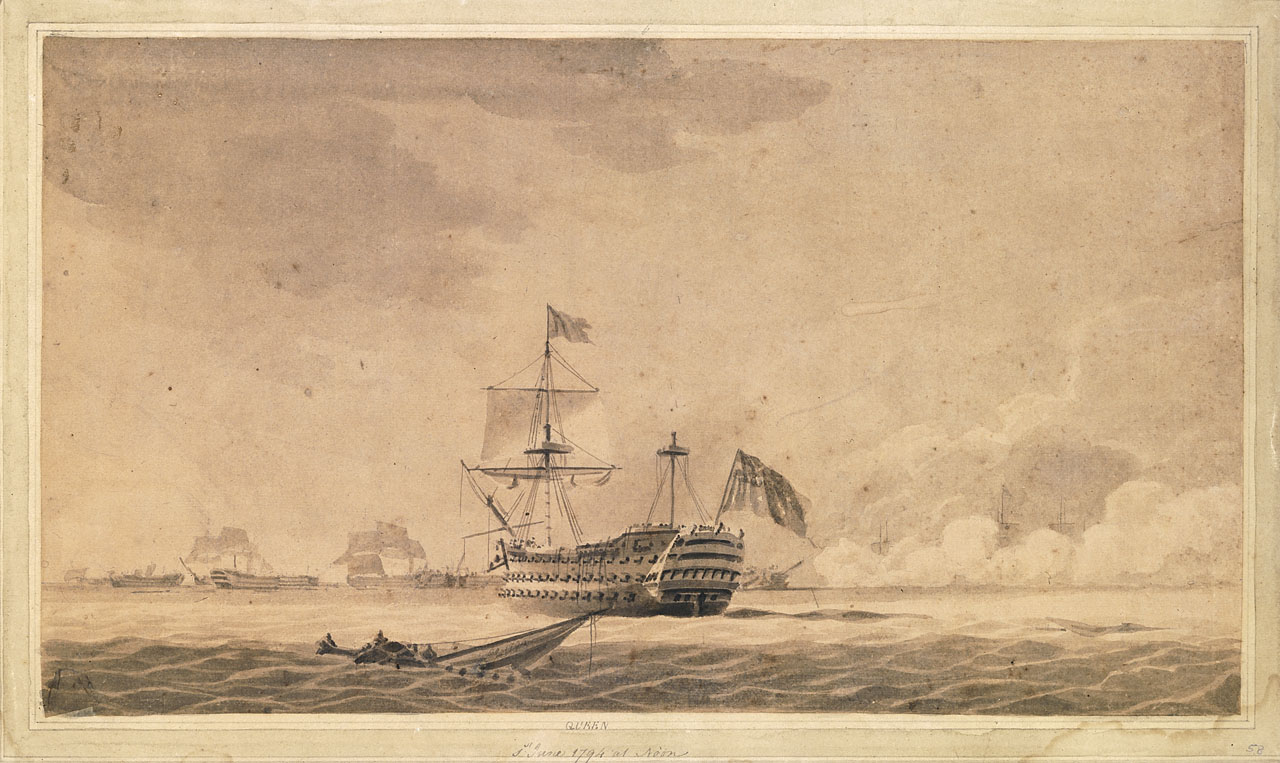
Состояние HMS Glory к полудню Первого июня

Вся британская линия понесла потери — официальные цифры составляют 287 убитых и 811 раненых, считая столкновения 28−29 мая. Общие потери французов оцениваются в 3500, и примерно столько же попали в плен. Повреждения британских кораблей, однако, были неравномерны. Больше всех пострадала HMS Queen (98), уже имевшая повреждения 29-го. Её потери в людях уступали только Brunswick. В день 1 июня она потеряла весь рангоут кроме фок-мачты, её окружили ни много ни мало 11 французов, но метким и плотным огнём она держала всех на расстоянии.
Ещё один тяжело повреждённый трехдечный, Royal George после боя нуждался в помощи фрегата HMS Southampton. Тот послал запасные части, из которых Royal George поставил временную фок-мачту. По мере того, как рассеивался дым, открылось море, усеянное обездвиженными кораблями, многие без мачт. Уильям Диллон, бывший мичманом на Defense, насчитал 18 британских кораблей, ещё сохранивших некоторые неповреждённые паруса. Но были и 12 французских, полностью лишившиеся мачт. Из британских в подобном состоянии оказались Defense и Marlborough.
Несмотря на то, что французские фрегаты активно спасали некоторые выведенные из строя линейные, приказа продолжать бой не последовало; измотанный предыдущими днями лорд Хау слёг в койку, оставив зачистку на капитана флота сэра Роджера Кертиса. К концу дня 6 линейных были взяты, и седьмой затонул.

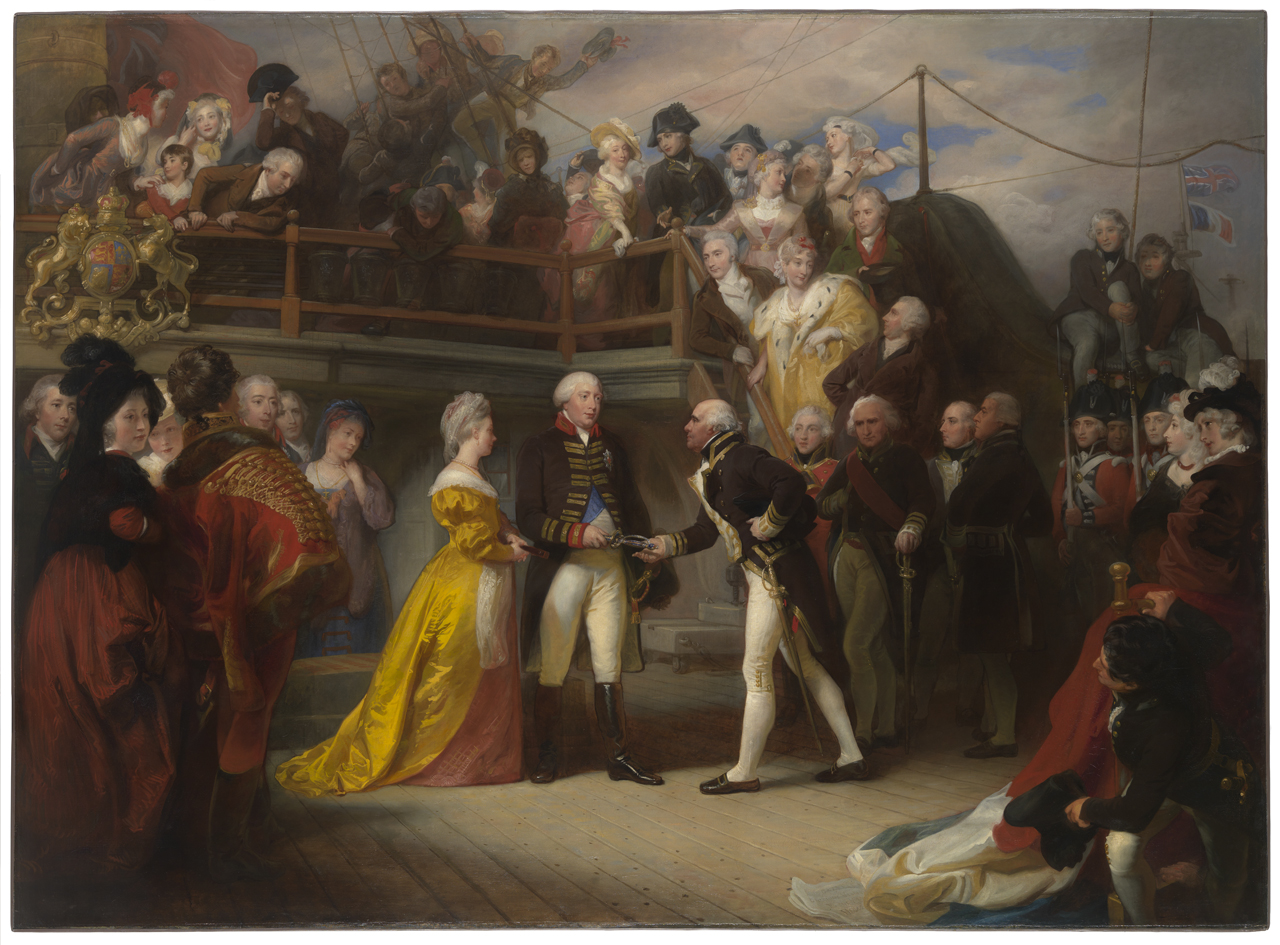
Георг III вручает лорду Хау почётную шпагу

Любое недовольство среди более активных офицеров, желавших продолжать преследование, потонуло в триумфе победы, особенно громком когда корабли вернулись в Портсмут. Никто не вспоминал, что главная цель — зерновой конвой — благополучно пришёл в порт. Англия получила блестящую победу. При том, что дела против Франции на суше шли неважно, победа была очень нужна стране. Шесть захваченных кораблей представляли собой самый крупный приз за все столетие, и сам король 26 июня приехал в Портсмут поздравить победителей. Подобной чести флот не удостоивался никогда раньше — и никогда после. На шканцах Queen Charlotte король вручил лорду Хау инкрустированную бриллиантами шпагу. Последовали дни празднований, включая процессию в Лондоне, торжественно пронесшую флаги взятых кораблей к собору Св. Павла. Будучи уже графом, Хау отказался от более высокого титула, но для младших флагманов титулы нашлись, и были отчеканены золотые медали для отличившихся офицеров.
Раздавалось и некоторое ворчание среди обойдённых наградой, особенно запомнился Коллингвуд, который позже отказывался получать медаль за Сент-Винсент, пока ему не дадут такую же за Первое июня. Но единственным реальным диссонансом были слухи, запущенные против капитана HMS Ceasar Моллоя, который и 29 мая, и 1 июня не сделал все от него зависящее чтобы выполнить приказ. Через год он потребовал разбирательства военно-полевым судом, и тот приговорил его к отстранению от командования. Но это случилось позже и не омрачило победы.
Как обычно, вышли памятные гравюры с портретами высших офицеров флота во главе с Хау, а для всех участников — памятные медали. С французской стороны упоминания о битве сводятся в основном к легенде о героизме Vengeur. В частности, на колонне Республики в Париже имеется увековечивающий её рельеф.
Отношение к пленным с обеих сторон показало изменения по сравнению с прошлой войной. Хотя были примеры традиционного рыцарства, как например свобода передвижения по кораблю, оставленная Трубриджу, появились и признаки идеологической ненависти, насаждаемой революционными «представителями», а с ними и жестокого обращения. Равным образом, эти признаки не вызывали хорошего отношения у британцев. Среди французских моряков в начале войны ещё не установилась безнадёжность, порождённая позже цепью непрерывных поражений. Скорее, их отношение к своей судьбе было философским: «Сегодня ты меня, завтра я тебя; на то и война».
Среди шумных празднований в Британии предпочли не заметить того, что блестящая тактическая победа маскирует стратегический провал. Жизненно важный для голодающей и распадающейся экономически Франции груз зерна дошёл по назначению, и тем власть Конвента упрочилась. Как признает один британский историк, Первым июня по существу закончились попытки удушить Францию голодом.

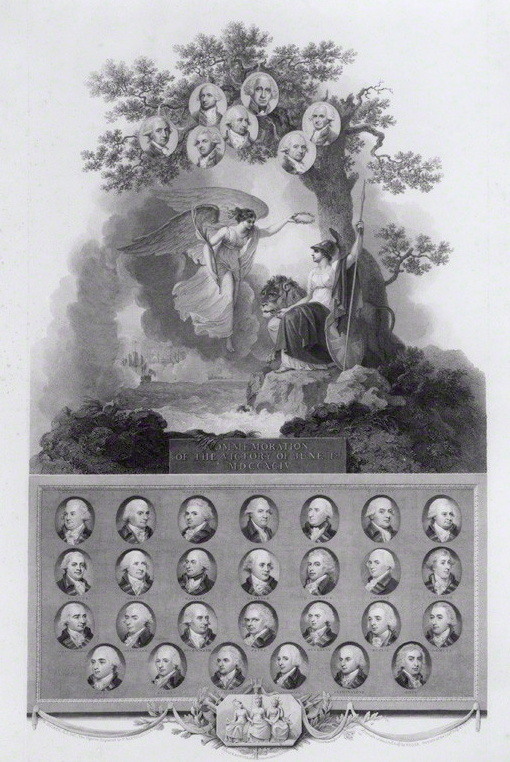
Гравюра в честь победы, Великобритания
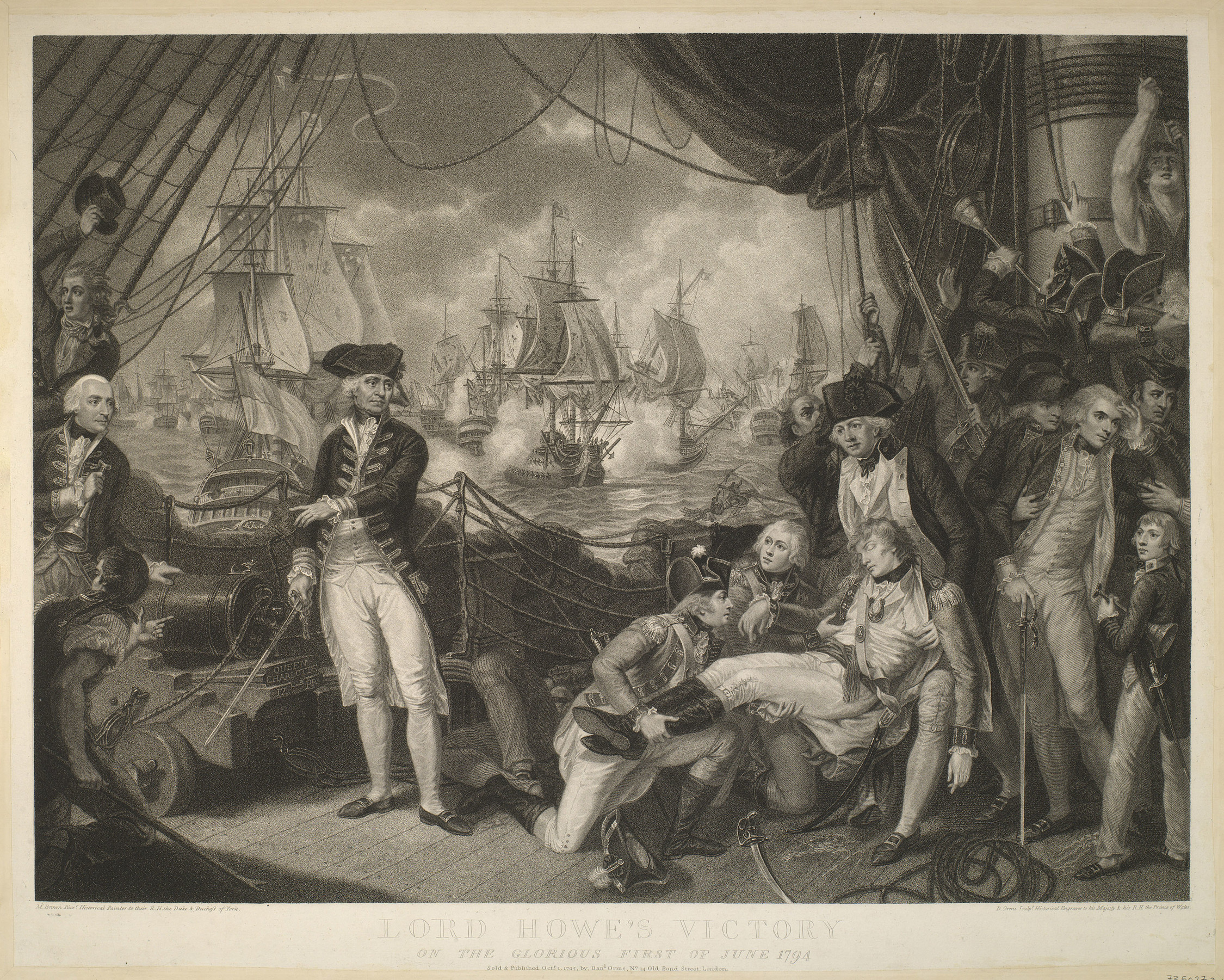
Гравюра в честь лорда Хау
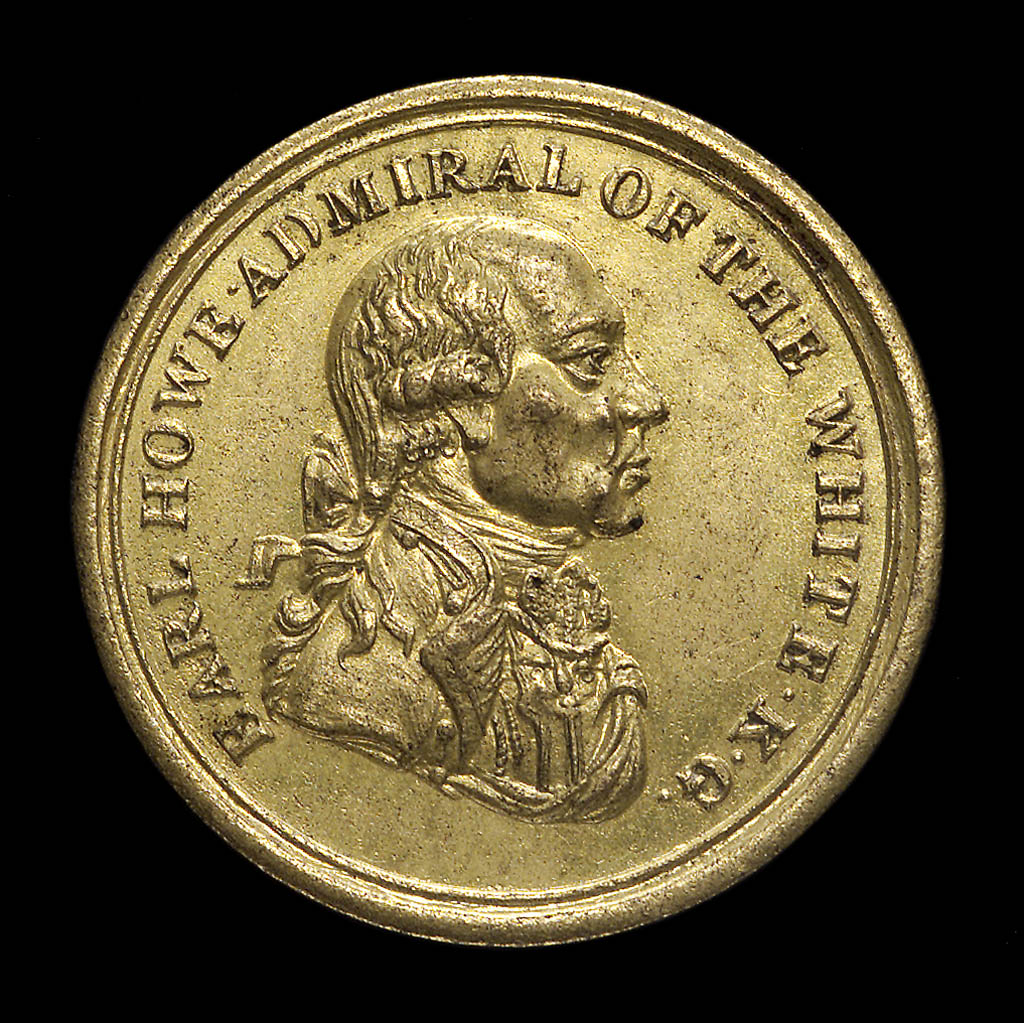
Памятная медаль, Великобритания
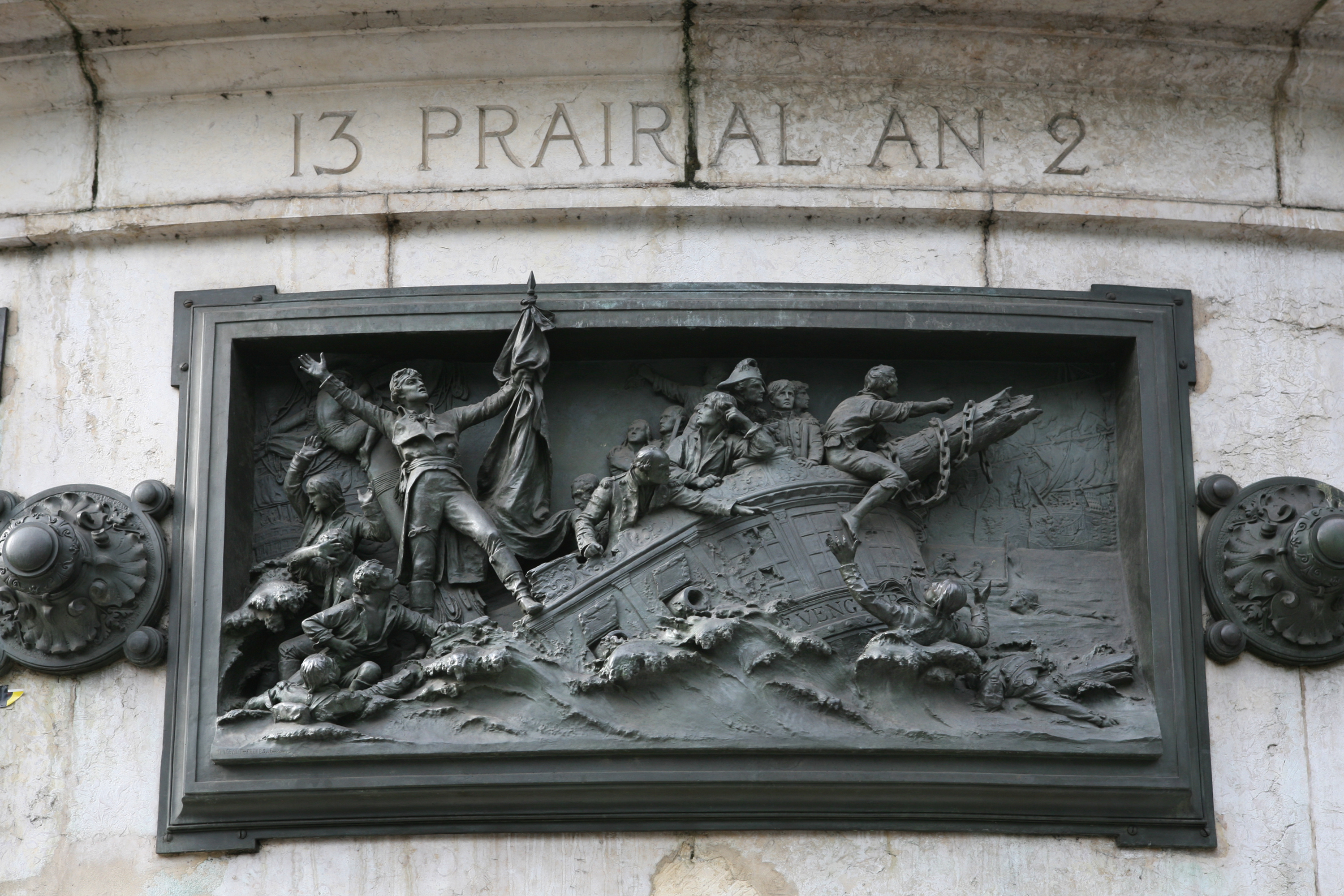
Рельеф на колонне Республики, Франция

## Призы

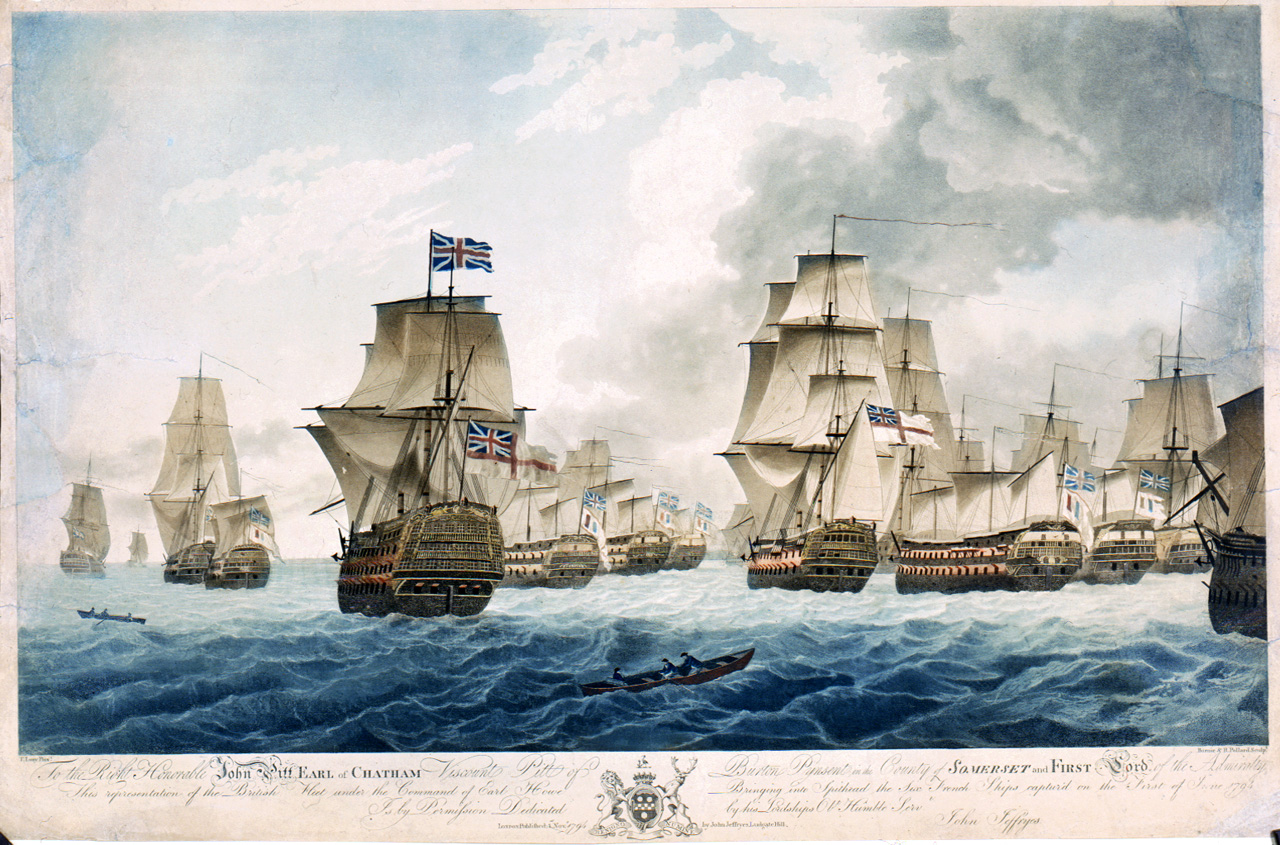
Флот ведёт призы в Спитхед, 13 июня

Взятые Первого июня и приведённые в Спитхед корабли являли собой величественное зрелище. Поставленные затем в гавани Портсмута, они превратились в объект постоянного внимания публики, и художников в частности. Например, их запечатлел Лаутербург, причём с реализмом, которого не хватает в его романтических картинах собственно сражения. Призы были следующие:
- Sans Pareil (80) — 2342 тонны[комм. 3], спущен на воду в Бресте, 1793
- Juste (80) — 2143 тонны, спущен на воду в Бресте, 1784
- América (74) — 1884 тонны, спущен на воду в Бресте, 1788
- Achille (74) — 1818 тонн, спущен на воду в Бресте, 1778
- Northumberland (?) — 1827 тонн, спущен на воду в Бресте, 1779
- Impétueux (74) — 1879 тонн, спущен на воду вероятно в Бресте, 1787

Как водится, призы были тщательно обмерены, и с них сняты чертежи. Помимо призовой ценности, польза от них была весьма неодинакова. Позже, уже будучи пленником в Англии, Вильяре-Жуайез отозвался о них: «полдюжина полусгнивших остовов», но это не совсем точно. Achille и Northumberland (названный в память английского корабля, попавшего в плен в 1744) сочли не стоящими ремонта — в Британии бытовало стойкое мнение, что французы строят слишком слабые корпусом корабли, неспособные проводить в море столько, сколько требуется в британской службе. (Одновременно считалось, что корабли, построенные в Тулоне из качественного адриатического дуба гораздо долговечнее.) Не пригоден к службе был и Impétueux, который от пожара 24 августа сгорел по ватерлинию.
Но остальные кое-что принесли новым хозяевам. По воспоминаниям Диллона, América оказалась на удивление хорошим кораблём. Её борта были утыканы серебряными талерами, выстреленными из пушек Leviathan. Этот последний за время оккупации Тулона сделал некие таинственные приобретения. Так говорили, что монеты, принятые моряками за картечь, были на самом деле из состояния одного дворянина, которое он поместил на верфи для сохранности. Если отвлечься от легенд, América, переименованная в Impétueux взамен сгоревшего, прослужила все войны и отправилась на слом только в 1813 году. Juste служил до 1802 года; оказавшийся самым стойким Sans Pareil был весьма популярен у капитанов и проходил 15 лет, после чего был превращён в блокшив.
Но была и другая польза от призов — в качестве образца для кораблей будущей постройки. По сравнению со сходными британскими, французские корабли были крупнее, что повышало свободный борт, и длиннее по ватерлинии, а значит быстроходнее. Копирование обводов с трофеев было способом обойти сопротивление росту размеров, существовавшее в администрации и на верфях, и этим способом широко пользовались в 1790-е. Обводы Impétueux послужили основой проекта двух кораблей, заказанных в 1795 году (почему-то названного «тип Northumberland», что внесло в записи путаницу). Подобным же образом Sans Pareil послужил прототипом, но гораздо позже, в 1840 году. Построенные по этим образцам корабли соответствовали британским стандартам, и в противоположность утверждениям некоторых, не были результатом слепого копирования.

## Комментарии
1. ↑  Источники расходятся относительно точного места.
2. ↑  Особая командная должность в британском флоте — старший из капитанов и одновременно начальник штаба. Считался на ступень выше флаг-капитана.
3. ↑  Здесь и далее — по традиционному методу обмера.